# Melahat Abbasova
Melahat Abbasova (azerski: Məlahət Abbasova) azerbajdžanska je glumica rođena 8. srpnja 1966. godine u Bakuu u Azerbajdžanskoj Sovjetskoj Socijalističkoj Republici. Ondje je studirala glumu. Najpoznatija je po ulozi Mihriban, ženi koja je svoju koštanu srž dala petogodišnjem dječaku oboljelom od leukemije u turskoj seriji Tisuću i jedna noć.

## Filmografija
- (2009.) – Konak – Selma
- (2006. – 2008.) – Tisuću i jedna noć – Mihriban
- (2005.) – Köpek – Yezdan
- (1997.) – Yalan – Ayse

## Vanjske poveznice
Profil na IMDB-u